# Hot Cakes
Hot Cakes je třetí studiové album britské skupiny The Darkness, vydané v roce 2012. Vyšlo u vydavatelství Atlantic Records.

## Seznam skladeb
1. Every Inch of You - 3:04
2. Nothing's Gonna Stop Us - 2:45
3. With a Woman - 3:41
4. Keep Me Hangin' On - 3:00
5. Living Each Day Blind - 5:06
6. Everybody Have a Good Time - 4.48
7. She Just a Girl, Eddie - 3:46
8. Forbidden Love - 3:49
9. Concrete - 3:52
10. Street Spirit (Fade Out) - 3:07
11. Love Is Not the Answer - 3:41